# Дюрбан-Корбьер (кантон)
Дюрба́н-Корбье́р (фр. Durban-Corbières) — кантон во Франции, находится в регионе Лангедок — Руссильон, департамент Од. Входит в состав округа Нарбонна.
Код INSEE кантона — 1115. Всего в кантон Дюрбан-Корбьер входят 14 коммун, из них главной коммуной является Дюрбан-Корбьер.

## Коммуны кантона
| Коммуна                  | Население, чел. (1999) | Почтовый индекс | Код INSEE |
| ------------------------ | ---------------------- | --------------- | --------- |
| Альбас                   | 59                     | 11360           | 11006     |
| Амбр-э-Кастельмор        | 142                    | 11360           | 11125     |
| Вильнёв-ле-Корбьер       | 240                    | 11360           | 11431     |
| Вильсек-де-Корбьер       | 312                    | 11360           | 11436     |
| Дюрбан-Корбьер           | 650                    | 11360           | 11124     |
| Жонкьер                  | 46                     | 11220           | 11176     |
| Какастель-де-Корбьер     | 196                    | 11360           | 11071     |
| Кентийан                 | 55                     | 11360           | 11305     |
| Кустуж                   | 73                     | 11220           | 11110     |
| Сен-Жан-де-Барру         | 204                    | 11360           | 11345     |
| Сен-Лоран-де-ла-Кабрерис | 642                    | 11220           | 11351     |
| Тезан-де-Корбьер         | 515                    | 11200           | 11390     |
| Фонжонкуз                | 119                    | 11360           | 11152     |
| Фрессе-де-Корбьер        | 169                    | 11360           | 11157     |

## Население
Население кантона на 1999 год составляло 3 422 человека.
| 1962  | 1968  | 1975  | 1982  | 1990  | 1999  | 2006 | 2007 |
| ----- | ----- | ----- | ----- | ----- | ----- | ---- | ---- |
| 4 020 | 4 462 | 3 842 | 3 571 | 3 485 | 3 422 | -    | -    |